# Neppia paeta
Neppia paeta is een platworm (Platyhelminthes). De worm is tweeslachtig. De soort leeft in of nabij zoet water.
Het geslacht Neppia, waarin de platworm wordt geplaatst, wordt tot de familie Dugesiidae gerekend. De wetenschappelijke naam van de soort werd, als Cura paeta, voor het eerst geldig gepubliceerd in 1955 door Marcus.